# Atherigona gilvifolia
Atherigona gilvifolia este o specie de muște din genul Atherigona, familia Muscidae, descrisă de Fritz Isidore van Emden în anul 1940. Conform Catalogue of Life specia Atherigona gilvifolia nu are subspecii cunoscute.